# ستيفن دوسن
ستيفن دوسن (بالإنجليزية: Stephen Dawson)‏ هو سياسي أسترالي وأيرلندي، ولد في 30 يوليو 1975 في دبلن في جمهورية أيرلندا. حزبياً، نشط في حزب العمال الأسترالي. وقد انتخب Member of the Western Australian Legislative Council ‏ عن دائرة Mining and Pastoral Region ‏ (22 مايو 2013 – ).